# Kalbilagi, Jamkhandi
Kalbilagi là một làng thuộc tehsil Jamkhandi, huyện Bagalkot, bang Karnataka, Ấn Độ.